# 暁美ほむら
暁美 ほむら（あけみ ほむら）は、テレビアニメ『魔法少女まどか☆マギカ』に登場する架空の人物。まどか☆マギカの外伝漫画・『魔法少女おりこ☆マギカ』、『魔法少女まどか☆マギカ 〜The different story〜』『魔法少女まどか☆マギカ [魔獣編]』にも登場する。
「時間操作」の魔法を操る魔法少女として設定されており、劇中では人間社会から持ち出した銃や爆弾の数々を時間操作能力と組み合わせて戦っている。
劇中で直接そのように呼ばれる場面はないが、ファンからは「ほむほむ」という愛称で呼ばれている。
一人称は「私」。
まどかは「まどか」、さやかは「美樹さやか」、マミは「巴マミ」、杏子は「杏子」と呼び、まどかと杏子以外の魔法少女はフルネームで呼び捨てにしている。
声優は各作品共通で斎藤千和（英語版はクリスティーナ・ヴィー）が担当する。『マギアレコード 魔法少女まどか☆マギカ外伝』の舞台版では河田陽菜（けやき坂46〈現・日向坂46〉）が演じる。

## 役柄

### 魔法少女まどか☆マギカ
本編中の「現在」とは異なる未来の「時間軸」から来た、鹿目まどかの友人。第1話の始めにまどかの夢に現れ、その翌日にまどかのクラスへ転校してくる。まどかに対して、謎めいた警告と助言を繰り返す。長い黒髪をかき上げるのが癖。当初は悪者・あるいはライバルのように描かれ、その後もまどかの覚悟の甘さに批判的な人物としてミスリードされるが、劇中でその内面や過去などの秘密が明かされていくと共に、印象が二転三転していくキャラクターである。
元々の時間軸では、魔法少女として戦うまどかに憧れる、病弱かつ引っ込み思案な少女であったが、最強の魔女「ワルプルギスの夜」との戦いでまどかが戦死するのを目の当たりにして、「まどかとの出会いをやり直し、彼女に守られる私じゃなく彼女を守る私になりたい」という願いのもとにキュゥべえと契約を結ぶ。その後幾度も時間を遡り、まどかの悲劇的な最期を阻止するための戦いに身を投じる中で、魔法少女の本質やキュゥべえの正体を知ることとなり、途中の別の時間軸のまどか自身と交わした約束により、まどかがキュゥべえと契約を結ぶことを阻み続けていた。過去には眼鏡をかけ、髪も三つ編みにしていたが、他の魔法少女たちに事情を話し協力を求める手段ではまどかを救えないという結論に至り、以降の時間軸では誰にも頼らず魔女を倒すという決意と共に、眼鏡を外し髪型も変えている。普段はクールな口調で話すが、まどかに対してはごく稀に素（元々の時間軸）の口調で話す（第11話「最後に残った道しるべ」など）。
戦闘においては、ほむらの時間操作能力は自身が触れているものに対しては効果が及ばないため接近戦には向かず、魔法少女として戦い始めたころは遠隔攻撃が可能な手製の爆弾を使用していたが、近接戦闘を主体とする美樹さやかから、急に爆発して危険であると指摘されたため、以降は暴力団事務所や軍基地などから盗み出した火器を用いるようになる。
まどかに対する想いは、当初は単なる友情であったが、失敗を重ねて同じ時間を何度も繰り返すうちに後に引けなくなり、全ての価値観をまどかの生死のみに置くようになる。そのため、ほむらにとって一番大切で大好きなのは恩人であり親友のまどかであり、まどか以外の存在は切り捨て、どうでもいいと思っている。しかしそのことがほむらも知らぬうちに、まどかに対し最高の魔法少女にして最悪の魔女となる素質を持たせるという結果に繋がっていた。ほむらはキュゥべえからその事実を知らされ、今までの自分の行動が却って事態を悪化させていたという事実にショックを受ける。しかし、まどかとの約束を果たすための一連の行動は、既にほむら自身の存在意義と化しており、矛盾を抱えたままワルプルギス戦に臨むことになる。だが、死力を尽くして挑むもののどうしても勝てず、かといって時間遡行すれば、世界に対するまどかの因果を深めるという現実に打ちのめされ、ソウルジェムの穢れが急激に増加し、魔女化する寸前まで追い込まれる。
最終話で、まどかによって再構成されたのちの世界でも以前の世界の記憶を維持しており、時間制御能力は失ったものの、まどかに成り代わる形で能力を継承し、彼女の武器である弓を使うようになる。

#### [新編]叛逆の物語
[[劇場版 魔法少女まどか☆マギカ#[新編]叛逆の物語|[新編]叛逆の物語]]序盤では、転校してきてから魔法少女の鹿目まどか・美樹さやか・巴マミ・佐倉杏子と共に、見滝原で夜ごとに出現する怪物・ナイトメアと戦っている。だがそんな状況に、ほむらはどこか違和感を持つ。
やがてほむらは、この現状が魔女化寸前の自分自身が作った結界の中にあり、概念と化したまどかを観測しようとするキュゥべえに利用されていることに気づく。ほむらはキュゥべえの企みを破綻させるため、自ら円環の理に導かれず魔女と化すことを選ぼうとするが、他の魔法少女たちの活躍によってキュゥべえの企みは砕かれ、ほむらの前にも円環の理の力を取り戻したまどかが現れる。しかしほむらは、浄化される前に円環の理から人間としてのまどかを強引に引き抜き、世界をさらに改変する。円環の理から外れた存在となったほむらは悪魔を自称し、彼女のソウルジェムは穢れの浄化を全く必要としない「ダークオーブ」へと変化し、悪魔ほむらへと変貌を遂げる。
世界の改変後、ほむらはアメリカからの帰国子女として転校してきたまどかと学校にて再会するものの、自身の問いに「欲望より秩序の方が大事」と返したまどかに対し、ほむらは「自分はまどかに敵対するかもしれない」、と告げる。ほむらの世界改変の副作用で、「円環の理」から外れ再び人間（魔法少女）としての生活に戻ったさやかに対しては、自らの「悪魔の力」でさやかの「円環の理」に関する記憶の改変を進めている。

### 魔法少女おりこ☆マギカ
外伝漫画のおりこ☆マギカでは、クラスメイトとしてまどかたちと一緒にいる。この時間軸では既に眼鏡をかけておらず、他の魔法少女に真実を話すことも諦めている。巴マミから魔法少女狩りについて忠告をうけるも、アニメ同様まどかを守るため、マミを突き放す態度を取る。
「まどかを魔法少女にさせない」という目的自体は主人公の美国織莉子と同じだが、方法論では相容れず敵対する。織莉子が校内でまどかを襲うと、まどかを守るために戦い、その後合流した佐倉杏子、マミ、千歳ゆまと共闘、織莉子を倒し改めて彼女たちに協力を求めようとするも最後にまどかの死を目の当たりにし、時間をさかのぼる魔法を発動させる。

### 魔法少女まどか☆マギカ〜The different story〜
アニメのスピンオフ作品である漫画・The different storyでは、本編同様、ほむらはマミとさやかを突き放す態度をとり、ワルプルギスの夜対策のため、杏子と手を組んでいた。さやかが魔女化し、マミと杏子が激突した際には、自身の過去の経験から、加勢せずに傍観の立場をとる。
最終話では、杏子を失って生きる目標を見失っていたマミに接触。杏子との約束を果たすために、ワルプルギスの夜と戦うことを提案する。それでも、ほむらはマミを完全には信用できず、「まどかだけは絶対に契約させたくない」という思いは、最後までマミに話すことができなかった。そのため、その後まどかがマミのもとにやって来たとき、マミはまどかの契約を一度は思い留まらせようとしたが、逆に説得されて、まどかの契約の意思を尊重することになった。こうしてまどかは契約し、この時間軸のまどかを契約させないというほむらの目論見は失敗に終わる。

### 魔法少女まどか☆マギカ[魔獣編]
3話以降の主人公（2話まではさやか）。第3話で転校して来て、本格的にストーリーに関わっていく。さやか消滅後に登場した為、さやかとの関わりは無い。ある理由から、彼女の「時間逆行」の魔法は魔獣世界では性質が変化し、「記憶操作」の魔法になっている。
転校して来てからはマミ、杏子との魔獣退治のチームに新メンバーとして加入するが、魔獣（後のマドカ）にまどかの形見のリボンを奪われてしまう。その後、その魔獣「マドカ」はまどかの姿を模してほむらの前に現れ、リボンを返し、一時的にほむらと行動を共にするようになる。尚、マドカの正体は「ほむらの中のまどか像」が具現化した存在である。最終話でマドカの体が壊れた事で、ほむらの魔力の一部であり、「まどかへの想いの結晶」である「I」がほむらの中に返還された。
終盤は円環の理と化したまどかの介入で時間が巻き戻り、この世界の出来事の記憶はキュゥべえ以外の人物からは失われている。

### マギアレコード 魔法少女まどか☆マギカ外伝
原作テレビアニメ第10話における、眼鏡をかけ髪を三つ編みにした姿で登場。魔法少女の秘密やキュゥべえの正体に気づいているが、そのことを仲間たちに打ち明けていない。原作アニメ本編の時間軸における、眼鏡を外し髪を下ろしたほむらは別個の存在として扱われており、メインストーリーには関わらない。
委員長の魔女との戦闘にて、時間停止魔法を発動していたにもかかわらず現れた環ういの幻影による「運命を変えたいなら神浜市に来て。この町で魔法少女は救われるから」という言葉を受け、神浜市に関心を持つようになる。その後、行方不明となったマミを探すためにまどかと共に神浜市に向かい、そこで出会った環いろはたちと情報を共有するようになる。見滝原市内にてアリナ・グレイによって結界に閉じ込められ、杏子の助力で脱出した後は再び神浜市に向かい、ホテル・フェントホープの崩壊後はマギウスによって神浜市に召喚されたワルプルギスの夜と戦う。
テレビアニメ版では出番が一部省略されている。キレーションランドにてマミの救出および魔女誘導装置のウワサの破壊を達成した後、ワルプルギスの夜の迎撃のために見滝原市に戻り、そしてワルプルギスの夜との戦闘後、また違う時間軸へと旅立つ姿が描かれた。

#### 魔法少女まどか☆マギカ scene0
Film1では既に魔法少女となり過去に戻って来た状態で活動しているが、時間停止の影響を受けないまばゆが行動を起こすきっかけとなる。
Film2では魔法少女達がキュゥべえに騙されてると思っており、マミとまどかとさやかにその事を告げるも信じてもらえず。仁美を含んだ集団自殺を阻止しようと魔女に挑むも苦戦し、魔法少女となったさやかに助けられ、さやかが嫌悪する杏子との関係性を怪しまれ、マミ、まどかを加えて隠し事を話す。それでもさやかからの不信は強まり、彼女から頼られる存在になろうとするも、後にさやかの精神は病んでしまい、彼女の暴走を止めたい一心でソウルジェムの真実を知らず彼女のソウルジェムを奪うも逆効果に終わる。
さやか、杏子、マミの死後、ワルプルギスの夜との決戦まで魔力の温存をまどかに進言するが、人々を守る事を優先するまどかに断られる。
ワルプルギスの夜の圧倒的な強さに諦めかけるも、まどかが全力で彼女に挑む姿勢を見てまどかを救う決意をより強めた。
敗北後は原作アニメと同様にまどかを手にかけ、過去に戻るが同時にまばゆの意識も巻き込まれる。
Film3では髪を解いて眼鏡を外した姿となり、まどかがキュゥべえと契約するのを阻止しようと活動する中でまばゆと対面し、彼女から今まで遠くから観察していた事を告げられるとまばゆを嫌悪する。
後にまどかは魔法少女となり、魔女に苦戦するまどかとまばゆに加勢。まどかが契約した週は彼女と距離を取り、見捨てる旨を明かすもまばゆの叱咤を受ける。そして自身の魔法で見た未来に従い、まばゆがほむらを庇い犠牲になった。
Film4では前の週にて未来視の魔法で命を賭け、自身を救ってくれたまばゆを信用し、まばゆと共にまどかを守るべく活動するも、二人が魔女と戦っている隙にキュゥべえがまどかと接触した為キュゥべえを直接妨害出来なくなってしまう。
後日まばゆに稽古をつけている最中にまどかが相談しに来るも、キュゥべえから自身と契約すればほむらの力になれると唆されていたので、魔法少女になっても役に立たないと冷たく突き放す。
しかしまどかはお菓子の魔女を絶望から解放すべく魔法少女になってしまい、魔女から生まれたなぎさに冷たい態度をとる。
なぎさが魔女の時に犯した罪を知り、彼女が罪悪感に苦しむとまばゆの提案でまどかと共になぎさに想いをぶつけ、まばゆはなぎさの悪夢の記憶を切り取って救済する。

## キャラクター設計
巴マミとは別のもう一人のベテラン魔法少女として位置付けられており、アニメ本編において脚本を務めた虚淵玄によれば、マミ亡き後に物語の真相に至るまでの牽引役である。主人公の鹿目まどかが、足踏みしていたところから最後には先に進み始めるキャラクターなのに対して、ほむらは一カ所に立ち止まって前に進めなくなってしまっている問題を抱えたキャラクターとしてプロットの段階から想定されており、その問題意識の表現として同じ時間をループしているという設定が設けられている。なお、まどかとは対照的にほむらには家族の描写が一切ないが、このことに意図はなく、その必要がなかったから出さなかったと虚淵は述べている。
キャラクターのイメージカラーは黒と紫で、長い黒髪にカチューシャを付けた姿をしている。魔法少女への変身時の衣装は学校の女子制服のような服となっており、左腕には砂時計と“四次元ポケット”を内蔵した円形の盾を装備する。ソウルジェムの色は紫で、変身時は左手の甲に装着される。鋭角的なデザインの魔法少女姿は砂時計の意匠をモチーフとしている。武器はアニメスタッフがデザインしているが、最終話で使用する弓に関してはキャラクター原案の蒼樹うめが告知用に描いたイラストがベースになっている。劇場版『[新編] 叛逆の物語』では弓の先に花が付いているなど、まどかの弓に近いデザインに変化している。また、終盤で濃色をベースとした衣装へ変化しており、背中には黒い翼が生えている。その際ソウルジェムはダークオーブと変化しており、普段はイヤーカフスとして左耳に装着されている。この形態は設定資料および商品展開で「悪魔ほむら」と呼称されている。
ほむらを演じる声優は、オーディションを経て斎藤千和に決定された。斎藤によればオーディションを受けた際、周囲が自分より若い声優ばかりであったことに気が引け、当初はキュゥべえなどメインではない役を受けていたが、虚淵からほむら役も受けるように勧められた結果、抜擢されたという。斎藤は先に資料を読み込むタイプではなく、当初『まどか☆マギカ』には「かわいい作品」という印象を持っていたが、第6話 - 第8話でほむらのキャラクターが固まったとしている。その後、2021年に開催されたオンラインイベント「『魔法少女まどか☆マギカ』Anniversary Stage」の壇上でも、斎藤はオーディション当時を述懐して虚淵の意図に納得した旨を明かしている。

## 特色

### 能力
虚淵によれば、円形の盾に内蔵された砂時計を用いた「時間操作」の魔法を操っており、操作できる砂の量は1か月分のみで、砂の流れを遮断して時間を止める「時間停止」か、砂時計の上部から砂がなくなった時点で時間を1か月前まで逆行させる「時間遡行」しかできないという制限がある。上部の砂がなくなると、時間停止も発動できなくなる。
一切の攻撃魔法を持たないため、ほむらの魔法少女として強さがどの程度であるのかについてはスタッフの中では幾らか見解が分かれており、脚本を担当した虚淵によれば普通の女の子と同程度、シリーズディレクターの宮本によれば魔法少女の中では限りなく弱いが普通の人間より少し強い、ほむら役を演じた斎藤によれば魔法少女の中で最弱、まどか役を演じた悠木碧からは攻撃能力がないと言われている。
改変後の世界では盾を失い、光の矢を放つ黒い弓を手にしている。この弓は、まどかとほむらのお互いを想う強い気持ちにより起こされた、まどかに関する記憶がほむらにだけ残されたという奇跡に由来することがスピンオフ漫画・[魔獣編]で明かされた。奇跡の影響は、まどかから託されたリボンを介してほむらに宿り、魔獣を穿つ力となる弓と「記憶操作」の魔法を得ることになった。キュゥべえとの契約で奇跡を起こすのでは無く、まどかとほむらのお互いを想う強い気持ちによって、弓と記憶操作の力を得ることになったのである。ほむらが悪魔となったのも、まどかとほむらの想いによって、キュゥべえとの契約を介さない奇跡が起こされたというイレギュラーが影響している。
『まどか☆マギカ』の関連作での魔法少女は、魔女と戦う存在でありながら絶望すると魔女になるという設定があり、ほむらにも魔女化した際の姿が各メディアに存在しているが、ゲーム版・劇場版で魔女化した際の姿形が異なる、唯一のキャラクターとなっている。ゲーム版では此岸の魔女に変化し、劇場版『[新編] 叛逆の物語』ではくるみ割りの魔女に変化する。

### 使用火器
劇中でほむらが使用する火器のモデルは、視聴者の間でも検証や推測が行われるなどして注目された。関連書籍のスタッフインタビューや脚本で名前が明示されているものとしては、ベレッタM92F、デザートイーグル、ミニミ軽機関銃、第11話でワルプルギスの夜相手に使用するAT-4、RPG-7、トマホークミサイル、クレイモア地雷などがある。
RPG-7はファンが発した冗談を拾う形で採用されたが、米軍では採用されていないため暴力団事務所から盗み出したという設定が与えられた。なお脚本段階ではAT-4やRPG-7ではなくM72ロケットランチャーを使用しており、漫画版ではこちらを使用している。

### 人物像
心臓病にかかり病院を転々としていたため、友人が少なかった。たび重なる時間遡行を経た結果、他人から理解されることを諦めており、寡黙でクールな性格を演じ他人に対して非情に接しているが、一方で根本的な優しさを捨てきれない部分もある。例えば、第8話でほむらはさやかを冷酷に突き放す態度を取るが、ほむら役を演じた斎藤によれば、この場面のほむらは非情になり切れずに内心では動揺しており、以降の場面での行動のぶれや余裕を失った対応に繋がっているとされる。また、斎藤はほむらについて、一見強そうに見えて実は一番女子特有の弱さを持っているとも評している。
ほむらが抱くまどかへの好意に対しては、斎藤および悠木から愛情というより依存の域にある感情だと評されている。また、「叛逆の物語」では自身のソウルジェムを濁らせた感情を愛だと表現しているが、ほむらのまどかへの愛は恋愛よりも広い、友愛の感情ではないかと総監督の新房は述べている。

## 現実での反響
ファンの間では、劇中での活躍からまどかとほむらのどちらが本当の主人公なのかという議論もあった。これに対し脚本を担当した虚淵は、劇中におけるまどかの足取りは成長とは異なるので、人間としての主人公はほむらであろうとする発言をしている。
ニュータイプアニメアワード2011では女性キャラクター賞で1位を取り、2013年の同賞では第4位だった。NHKのテレビアニメ放送開始50周年記念「わたしの大好きなヒロインたち」では2位にランクした。
作品の放映後にはフィギュアでの展開も行われ、販売を担当するグッドスマイルカンパニー内での2011年のランキングにおいてはねんどろいどが4位、figmaが6位となる販売数を記録した。

## その他の動き
- 2012年には盲導犬普及支援の啓発ポスターに採用された[44]。